# Nine O' Clock
'Nine O’Clock' https://nineoclock.ro/ Arhivat în 4 octombrie 2024, la Wayback Machine. este prima publicatie in limba engleza din Romania, avand prima editie tiparita in data de 9 octombrie 1991. 
Ziarul Nine O'Clock vizează rezidenții străini care locuiesc în România, fie oameni de afaceri, personal al misiunilor diplomatice, rezidenți sau turiști. Pagina de afaceri a site-ului web oferă știri de afaceri actualizate pe subiecte precum economia, investițiile și evenimentele specifice companiei.
Pe 1 Aprilie 2023 ziarul Nine O’Clock a fost cumparat de Mihai Manea fondatorul companiei Manpres. Noua conducere a dublat numarul de pagini redactionale, de la 8 pagini, la 16 pagini, iar incepand cu luna noiembrie 2023 a scos pe piata si editia saptamanala Nine O'Clock Weekly, care a apare in format tiparit in fiecare zi de joi a saptamanii.
Incepand cu luna aprilie 2024, ziarul Nine O'Clock - editia tiparita, a fost introdusa la vanzare in magazinele specializate de presa RELAY, INMEDIO, AUCHAN, precum si-n aeroport la plecari si la sosiri.
Incepand cu luna septembrie 2024, ziarul Nine O'Clock a devenit membru BRCC (British Romanian Chamber of Commerce ), HRCC ( Bilateral Hellenic-Romanian Chamber of Commerce), precum si al camerei CCE-R ( Chamber of Commerce Switzerland-Romania).
Incepand cu luna septembrie 2024 stirile Nine O'Clock News se pot citi si pe site-ul BRCC https://brcconline.eu/nine-oclock/
Social media Nine` O`Clock:
Pagina Facebook https://www.facebook.com/nineoclockromania/
Pagina Instagram https://www.instagram.com/nineoclockro/
NINE O'CLOCK video channel https://www.youtube.com/@NineOClockDiplomaticNews
Contact: e-mail: redactia@nineoclock.ro tel +40 722 341 546
Istoric. Fondatorul ziarului a fost Radu Bogdan. Redactorul șef era soția sa, Gabriela Bogdan. Ziarul făcea parte dintr-o afacere de familie. Trustul lui Radu Bogdan cuprindea Casa de Editura Nine O Clock și Fundația Nine O Clock.
https://www.nineoclock.ro/subscriptions/ Arhivat în 1 mai 2023, la Wayback Machine.